# Elliott Brothers
Le constructeur d'ordinateurs Elliott Brothers est l'un des premiers fabricants d'ordinateurs en Grande-Bretagne. C'est chez ce constructeur que Tony Hoare a travaillé et a notamment développé le premier compilateur pour le langage ALGOL 60. Mais l'entreprise était déjà bien établie depuis longtemps comme fournisseur d'instruments de précision, notamment à usage militaire.

## Origines
L'existence remonte jusqu'à une entreprise de fabricants d'instruments fondée par un certain William Elliott à Londres en 1804,. Il se décrit lui-même comme fabricant d'instruments mathématiques, optiques et philosophiques. Vers 1850, ses deux fils Frederick Henry Elliott et Charles Alfred Elliott rejoignent l'entreprise qui prend le nom de William Elliott and Sons. À l'Exposition universelle de 1851, ils reçoivent une médaille de bronze. William meurt en 1853, l'entreprise devient William Elliott and Sons Elliott Bros en 1854, Charles prend sa retraite en 1865 et Frederick dirige seul l'entreprise jusqu'à sa mort en 1877. Susan Elliott, la veuve de Frederick s'allie avec Willoughby Smith, et l'entreprise devient une entreprise renommée d'installation de télégraphie. L'entreprise reçoit une médaille d'or à l'Exposition internationale d'Électricité de 1881 pour ses instruments de précision. Vers 1893, Elliott Brothers absorbe l'entreprise M. W. Theiler & Sons. La fourniture de matériel de précision à la Royal Navy, et notamment des tables de pointage de tirs, assurent un développement important. S'y ajoute la reconnaissance précoce de besoin en instruments de navigation pour l'aéronautique naissante, encouragé par la Première Guerre mondiale.
Le développement constant de l'entreprise, qui en 1958 prend le nom Elliott Automation, se fait par croissance interne et acquisition. Dans les années 1960, elle constitue un
conglomérat important avec quelque 35 000 employés et plus de 100 entreprises spécialisées dans pratiquement tout type de production industrielle.

## Elliott Brothers (London) Ltd
L'entreprise Elliott Brothers (London) Ltd était pionnière dans la construction d'ordinateurs dans les années 1950-1960 au Royaume-Uni. Le laboratoire de recherche, créé en 1946, était basé dans un ancien dépôt de fusées, à Borehamwood, dans la banlieue de Londres. Son premier ordinateur, appelé Elliott 152 (en), est né en 1950. L'entreprise était pionnière dans l'affichage tête haute (HUD en anglais).
Plusieurs personnes maintenant réputées en informatique sont passées par ce constructeur. L'informaticien Sir Tony Hoare était employé dans l'entreprise pendant huit ans, depuis août 1960. Il a écrit un compilateur du langage de programmation ALGOL 60 pour le modèle Elliott 803 (en). Il a aussi travaillé sur un système d'exploitation pour le nouvel ordinateur Elliott 503 Mark II, mais ce projet n'a pas abouti et dut être abandonné, comme Hoare le dit, « après plus de trente homme-années d'efforts de programmation ».
Dina St Johnston, la fondatrice de la première société de services en ingénierie informatique (SSII) du Royaume-Uni, est une autre personne qui a travaillé chez Elliott. Elle était programmeur dans l'entreprise de 1953 à 1958.
John Lansdown (en) a créé la conception assistée par ordinateur. il faisait tracer des dessins en perspective d'un immeuble par une Elliott 803 en 1963, modélisait les ascenseurs, montrait la variation saisonnière de la luminosité, et créait ainsi un ensemble d'applications conception assistée par ordinateur.
En 1966, l'entreprise créait un atelier de conception et fabrication de circuits intégrés à Glenrothes, à 50 km d'Édimbourg, en Écosse, puis un laboratoire de recherche de transistors à effet de champ à grille métal-oxyde ou MOS. Le site de Glenrothes a été fermé en 1969, à la suite de la reprise de English Electric par General Electric Company.

## Elliott Automation
En 1967, l'entreprise, qui entretemps avait pris le nom de Elliott Automation fusionne avec English Electric. Elle est progressivement dépecée. La section des ordinateurs est reprise en 1968 par International Computers and Tabulators (en) (ICT); ce regroupement, soutenu par le gouvernement britannique qui cherche alors à créer une entreprise nationale d'envergure, donne naissance à une entreprise appelée International Computers Limited (ICL). La section des ordinateurs temps-réel de Elliott Automation est renommée Marconi Elliott Computer Systems Limited en 1969 et GEC Computers Limited (en) en 1972. Elle restait dans les laboratoires originaux de Borehamwood jusque vers la fin des années 1990. L'accord de partage retirait temporairement à ICT les systèmes temps-réel, et enlevait à Elliott Automation les systèmes de traitements de données. La section restante d'Elliott Automation, produisant des instruments et des systèmes de contrôle pour avions, reste dans English Electric.

## EASAMS
EASAMS est l'abréviation pour E A Space and Advanced Military Systems (les lettres E et A de ce sigle n'ont jamais été développées). L'entreprise était basée à Frimley, Surrey, d'abord à proximité de l'usine de Marconi Electronic Systems (en) à Chobham Road, et plus tard après avoir changé de statut, à Lyon Way. EASAMS Ltd était une entreprise indépendante au sein General Electric Company, fondée en 1962 pour fournir des services en conception de systèmes, recherche opérationnelle et gestion de projet.
EASAMS développait un système de planification de projets propriétaire nommé EMPRENT (un précurseur de PERT), utilisé pour la construction des plates-formes pétrolières des champs de pétrole en mer du Nord, et dans la conception du bombardier BAC TSR-2. Ce projet d'avion était ensuite inclus dans un projet d'avion multirôle qui débouchait finalement sur le Panavia Tornado. Plusieurs ingénieurs travaillant sur des projets innovants comme la programmation orientée objet ou Ada ont quitté l'entreprise mère pour fonder leur propre entreprise, comme Admiral Computing qui ensuite fusionnait Logica, Systems Designers Ltd et Software Sciences (qui devenait plus tard une partie d'IBM UK). En 1987, EASAMS devient une partie de Marconi Electronic Systems (en), et finalement à la fin de 1999, Marconi Avionics est absorbé par BAE Systems par la fusion de British Aerospace et de Marconi Electronic Systems.

## Ordinateurs

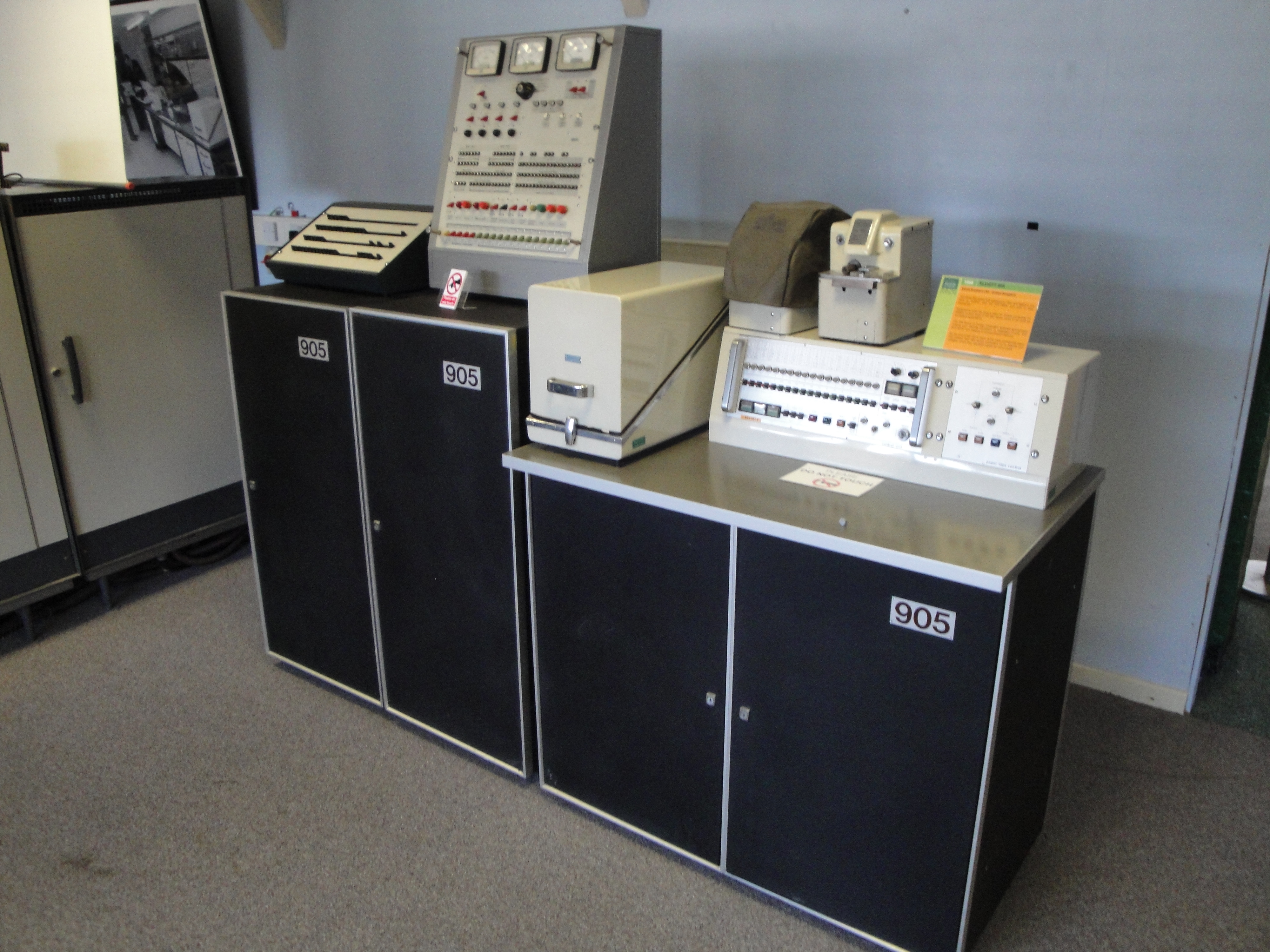
Elliott 905, National Museum of Computing.

Les modèles suivant d'ordinateurs Elliott ont été produits :
- Elliott 152 (1950)
- Elliott Nicholas (1952)
- Elliott/NRDC 401 (1953)
- Elliott 153 (DF computer) (1954)
- Elliott/GCHQ OEDIPUS (311) (1954)
- Elliott 402 (1955)
- Elliott 403 (WREDAC) (1955)
- Elliott 405 (1956)
- Elliott 802 (1958--1961) ; six exemplaires vendus.
- Elliott 803 (en) (1959); environ 250 vendus, principalement le modèle 803B.
  - 803A avait 4K ou 8K de mémoire composées de mots de 39 bits (40 bits dont un servait au contrôle de parité). Les données internes étaient stockées dans un seul registre de 102 bits.
  - 803B avait 4K ou 8K de mémoire composées de mots de 39 bits. Le registre était décomposé en plusieurs registres plus courts pour réduire le temps d'exécution. Une option hardware de représentation en virgule flottante était disponible.
- Elliott ARCH 1000 (1962)
- Elliott 503 (1963) ; compatible au niveau logiciel avec la 803.
- Elliott 900 série (1963)
- Elliott 905
- Elliott 920; encore utilisée par Marconi Elliott Avionic Systems, à Elstree, dans le laboraoire de recherch radar, à la fin des années 1970)
- Elliott 502 (1964)
- Elliott 4100 série (1966) ; développée conjointement avec NCR Corporation. Elliott est responsable du secteur scientifique et NCR responsable du secteur commercial.